# Ґардоти
Ґардоти (пол. Gardoty) — село в Польщі, у гміні Пшитули Ломжинського повіту Підляського воєводства.
Населення — 99 осіб (2011).
У 1975-1998 роках село належало до Ломжинського воєводства.

## Демографія
Демографічна структура станом на 31 березня 2011 року:
|          | Загалом | Допрацездатний вік | Працездатний вік | Постпрацездатний вік |
| -------- | ------- | ------------------ | ---------------- | -------------------- |
| Чоловіки | 51      | 7                  | 41               | 3                    |
| Жінки    | 48      | 10                 | 25               | 13                   |
| Разом    | 99      | 17                 | 66               | 16                   |